# ابری فیر
ابری فیر (انگلیسی: Aubrey Fair; ۲۶ اوت ۱۸۸۱ – ۴ دسامبر ۱۹۵۴) بازیکن فوتبال اهل بریتانیا بود.
از باشگاه‌هایی که در آن بازی کرده‌است می‌توان به باشگاه فوتبال وستهام یونایتد اشاره کرد.